# Ultra (beeld)
Ultra is een kunstwerk van 8 meter hoog van Sylvia B., gemaakt in opdracht van de gemeente Groningen. Het staat voor het Cascadecomplex op het Cascadeplein in de stad Groningen en werd op 14 oktober 2004 onthuld.

## Beschrijving
Ultra lijkt op het eerste gezicht te voldoen aan de bekende schoonheidsidealen van de 20e/21e eeuw met haar fijn, bleek gezicht met hoge jukbeenderen, een hippe bos haar en een piercing onder de lip. Ze is verder gehuld in een japon waarvan de enorme doorzichtige rok over een op wieltjes gedreven crinoline is gedrapeerd. De verhouding tussen boven- en onderlijf is echter niet kloppend.
In 2018 won het beeld Ultra de Kunst-op-Straatprijs van het CBK Groningen.